# Кунгес
Кунгес (также Кюнес, Гуннайсыхэ, кит. 巩乃斯河) одна из двух (наряду с рекой Текес) составляющих реки Или, впадающей в озеро Балхаш. Длина около 200 км.
Кунгес берёт начало в горах Одон-куре, близ перевала того же имени на высоте порядка 3300 м в. у. м. Дале река течёт на запад в тесном ущелье, поросшем хвойными лесами и имеющем значительное падение. После урочища Шар-коде на высоте 1200 м в. у. м. вступает в долину, имеющую сначала около 8-9 км ширины, а далее на западе расширяющуюся до 32-35 км. В нижнем течении река разбивается на рукава, а течение её замедляется. Главные притоки: правые — Аршан, Мерке (Боргосутая по-калмыцки), Кень-су (иначе — Нарын-гол или Хархань), Бокчурган-гол и Тургень; левые — Цанма, или Цауман-гол, является самым значительным. От урочища Шар-кодо на западе долина удобна для земледелия.
Как сама долина реки, так и окрестные горы представляют местами превосходные пастбища; много леса, лиственного по реке и хвойного в горах. Колёсное движение в прошлом было возможно по правому берегу Кунгеса из Илийской долины до урочища Шаркоде, в низовьях же — и по левому берегу; вьючное движение — по всем направлениям, даже без дорог, и только в ур. Шар-коде затрудняется заболоченными низинами. Долина Кунгеса имела прежде колесное сообщение с Кульчжой, но после уйгурского восстания в конце XIX века этот мост через Каш был разрушен и оно временно прекратилось; с Мал. Юлдусом сообщение поддерживается по колесному пути, пролегающему по долине р. Цауман-гол, и по вьючным путям, пролегающим через перевалы Одок-куре, Харнур и Дагит; наконец, с долиной Каша — по множеству перевалов, из коих наиболее удобными (вьючными) считаются Аврад и Темерлик (перевалы к В. от Зиекты трудно доступны). Во второй половине XX века власти КНР провели по правому берегу Кунгеса трассу G-218. На р. расположен посёлок Аралтюбе, а также более мелкие нас. пункты.
Высота устья — 786 м над уровнем моря.